# 新作落語
新作落語（しんさくらくご）、創作落語（そうさくらくご）は、日本の話芸のひとつで、古典落語に対して用いられる落語の分類である。現在では主に大正時代以降に創作された落語を指す。なお、同義語である創作落語は、六代目桂文枝による造語である。上方では「新作落語」よりも「創作落語」の方を多く用いる傾向にある。
明治期における三遊亭圓朝による「牡丹灯篭」「真景累ヶ淵」やオペラを翻案した「死神」、後に上方に伝わって昭和戦後期に「ぜんざい公社」となる「御膳しるこ」などをその嚆矢とすることができる。

## 関東の新作落語

### 明治 - 昭和10年代
関東の落語（江戸落語）では、明治期に三遊亭圓朝により「牡丹燈籠」「真景累ヶ淵」「死神」「鰍沢」など多くの落語が創作され、今日では古典の評価を受けている。圓朝の弟子の初代三遊亭圓遊は「野ざらし」「船徳」などの旧来の古典を新しく再構成した。また小説家岡鬼太郎作の「意地くらべ」は3代目柳家小さんによって演じられ、同じく古典の評価を受けている。
大正 - 昭和戦前期には益田太郎冠者作の「宗論」「堪忍袋」「かんしゃく」、柳家金語楼の「落語家の兵隊」等の兵隊落語をはじめとして、二代目桂右女助（後の六代目三升家小勝）「水道のゴム屋」「操縦日記」、初代柳家権太楼「猫と金魚」（高沢路亭、後の田河水泡作）、初代柳家蝠丸「女給の文」「電車風景」、二代目三遊亭円歌「取次ぎ電話」、（俗に）初代昔々亭桃太郎（金語楼の弟）「お好み床」、五代目柳亭燕路「抜け裏」などが作られた。純然たる新作ではないが、六代目春風亭柳橋は「うどん屋」を「支那そば屋」に「掛取万歳」を「掛け取り早慶戦」にそれぞれ現代風にアレンジした。この当時の作品は時代背景も古く、現代の世界観からもかけ離れている設定も多いため、平成や令和においては「準古典落語」の作品の扱いともなっている。

### 太平洋戦争下
戦中期には国策落語としてさまざまな戦時色の濃い作品が作られた。特に1941年10月に古典落語の一部（主に廓物や間男の噺など）が禁演落語で禁じられるようになってからは多くの新作が生まれたが、戦後も演じられたのは三代目三遊亭金馬の「防空演習」、二代目円歌の「木炭車」ぐらいが残る程度で、あとはほとんど消滅した。平成後期になり、母の海老名香葉子の戦時体験の影響を受ける形で二代目林家三平が、祖父の七代目林家正蔵が作った国策落語である「出征祝」を自身の落語会などで時折、演じている。

### 戦後から昭和中期
終戦直後には、三代目三遊亭歌笑が文芸風のパロディを基本に戦後の風景をスケッチした「純情詩集」を発表して戦後の新作落語のスタートを切った。三代目金馬も古典落語を熟す一方で、戦前に制作していた「居酒屋」がヒットし自身の代表作のひとつになったほか、上方落語の演目である「佐々木裁き」を改作して登場人物を大岡越前に置き換えた「池田大助」など、新作・改作を作っている。また、四代目鈴々舎馬風は元々時事をちりばめた「時事落語」と称した地噺（後述）を得意としていたが、一方で「蔵前駕籠」を「蔵前トラック」、「幇間腹」を「拳闘幇間」などと、古典を改作ならぬ「怪作」に仕立て上げた。このような中で歌笑が人気絶頂期の33歳で不慮の事故死を遂げるなど、新作落語派にとっては少なからぬ損失となった。
戦後期の落語ブームでは、五代目古今亭志ん生、六代目三遊亭圓生のような「古典落語至上主義」といった風潮や、影響力のあった評論家である久保田万太郎・安藤鶴夫師弟により徹底的に新作落語を否定され、新作落語中心の落語家を過激に攻撃する落語評論が席巻する形となり、ホール落語では古典がもっぱら口演されることとなり、新作落語はその波に押される事となった。ただし、その圓生も古典一辺倒ではなく、自身のために書き下ろされた宇野信夫作の「小判一両」「大名房五郎」「江戸の夢」「うづら衣」「心の灯火」、菊田一夫作の「水神」といった新作落語を演ずる機会もしばしばあった。
こういう状況の中でも、落語芸術協会では「古典落語も出来たときは新作だ」という持論を持ち新作落語の巨匠と呼ばれた五代目古今亭今輔「青空おばあさん」「ラーメン屋」「印鑑証明」「バスガール」（多くが柳家金語楼＝有崎勉、作）など、その後継者の四代目桂米丸「宝石病」「電車風景」「相合傘」「びっくりレストラン」など、三代目三遊亭圓右「銀婚式」「日蓮記」「寿限無その後」など、五代目春風亭柳昇「結婚式風景」「日照権」「与太郎戦記」「カラオケ病院」など、四代目柳亭痴楽「痴楽綴方狂室」（前述の歌笑の「歌笑純情詩集」の芸風を受け継いだ）「恋の山手線」「幽霊タクシー」（元は鶯春亭梅橋作）などが演じられた。この事から落語芸術協会は「新作の芸協」とも称される所以となった。
圓生が会長（1965年から1972年）として在任していた落語協会でも、初代林家三平の「有楽町で会いましょう」（実質的に小噺の羅列であった）「源氏物語」（未完）や二代目三遊亭歌奴（三代目三遊亭圓歌）「授業中」「浪曲社長」「月給日」（歌奴当時）「中沢家の人々」（三代目圓歌当時）、五代目柳家つばめ「佐藤栄作の正体」「笑いの研究」のような俊英が新作派としての保塁を守った。一方では九代目桂文治「大蔵次官」（作者は十代目桂文治の父親である初代柳家蝠丸）、五代目柳家小さん「真二つ」（映画「男はつらいよ」で著名な山田洋次作）、八代目林家正蔵「笠と赤い風車」（平岩弓枝作）「ステテコ誕生」「年枝の怪談」、三代目桂三木助「ねずみ」「左の腕」（松本清張作「無宿人別帳」より）など、本格的古典落語の師匠連にも優れた新作落語の演目があった。
そんな中1962年米丸・圓右・柳昇・三平・歌奴に三遊亭小金馬（後の四代目金馬・二代目金翁）を加えた6名が新作のネタおろしを目的とする「創作落語会」を結成し翌1963年には芸術祭奨励賞を受賞している。

## 関西の新作落語
関西の落語では、明治から大正期には二代目桂文之助が「動物園」「指南書」「電話の散財」、二代目林家染丸「応挙の幽霊」、桂文屋が「阿弥陀池」「いらち俥」など、今日に伝わる作品を残した。また、初代桂春團治は、「いかけ屋」「へっつい盗人」「野崎詣り」などの旧作に大胆なアレンジをほどこし、後の落語界に大きな影響を与え、その功績は東京の初代圓遊と比較される。昭和戦前期には初代桂小春団治（後舞の踊家花柳芳兵衛）が「禁酒」「円タク」などその他にも多数の新作を発表したが、若くして落語界を去ったために今日では初代小春団治の作品は埋もれている。戦中の低迷期には四代目桂米團治「代書（代書屋）」、桂花柳（後の三代目笑福亭枝鶴）「豆炭」などがある。
戦後の復興期、上方落語協会発足後は落語作家の永滝五郎が中心になって「新作落語研究会」が始まった、三田純市が創り三代目桂米朝に書き下ろした「まめだ」や米朝自作の「一文笛」「除夜の雪」、三代目林家染語楼「青空散髪」「お好み焼」「市民税」、初代橘ノ圓都「加賀の千代」「鬼門風呂」、桂音也「わあ」、二代目桂春蝶「昭和任侠伝」、四代目桂文紅「テレビ葬式」、二代目桂文我「お貞のはなし」、二代目露の五郎兵衛の「西遊記」や四代目桂文紅の「有料トイレ」等が創られた。上方作の新作もその幾つかは今日「古典」の評価が与えられ、「動物園」「代書」はそのままの演題で、「阿弥陀池」は「新聞記事」に、「いらち俥」は「反対俥」に、「指南書」は「夜店風景」に設定や演題名を変えて、それぞれ東京の落語として導入されたものも多い。また、米朝作の「一文笛」も、六代目三遊亭円楽や九代目林家正蔵などにより、東京でも演じる機会が多い。

## 昭和後期 - 平成初期

### 三遊亭圓丈の登場とそれ以降
1970年代後半から80年代。新作落語に対する圧力者であった久保田・安藤師弟が相次いでこの世を去って10年以上過ぎたが、新作落語は古典落語の形式を踏襲したり、現代を舞台に置きながらも「背広を着た熊さん八っつぁん」と揶揄されたように古典落語の枠組みから出ない形式のもので、創作活動もマンネリズムに陥っていた。
それを打破すべく、斬新な感覚で創作する落語家たちが現れる。先駆けとなったのは、1980年（昭和55年）の三遊亭圓丈作「パニック・イン・落語界」であった。大阪の吉本興業が東京に進出して落語協会、芸術協会を破壊していくというナンセンスなストーリーであるが、奇抜な発想と機知に富んだ内容で寄席ファンに驚きをもって迎えられた。圓丈は前出の六代目圓生の弟子であったが、師匠の死没を境にして新作落語を中心に演ずるようになった。
以後圓丈は「実験落語（渋谷ジァン・ジァン）」「応用落語（池袋文芸坐ル・ピリエ）」「落語21（プーク人形劇場）」「無限落語」「落語にゅ」「落語ぬう」「実験落語neo」と新作落語会を開き続け、柳家小ゑんや夢月亭清麿などとともに活動、「パパラギ」「いたちの留吉」「グリコ少年」「肥辰一代記」「ぺたりこん」「悲しみは埼玉に向けて」などの傑作を発表する。他にも小ゑん「ぐつぐつ」、三遊亭歌之介（四代目三遊亭圓歌）「寿の春」「お父さんのハンディ」などの新作中心の演者も相次いで輩出している。また圓丈の兄弟子に当たる六代目三遊亭圓窓も古典と並行して「五百羅漢」「叩き蟹」「写経猿」「おはぎ大好き」といった民話や説話集などを素材とした新作落語を演じている。
大阪にいた桂三枝（現・六代目桂文枝）は、圓丈の影響を受けたことで創作落語を積極的に発表し、1983年に（昭和58年）に「ゴルフ夜明け前」で文化庁芸術祭大賞を受賞。「読書の時間」「ぼやき酒屋」「妻の旅行」「鯛」などは、東京の落語家も寄席で演じるスタンダードな演目となった。
この時代の他の新作落語としては、川柳川柳「ガーコン（歌で綴る太平洋戦史）」「ジャズ息子」、五代目鈴々舎馬風「会長への道」などが生まれ、大阪では六代目笑福亭松鶴「後引き酒」、二代目桂枝雀「幽霊の辻」「茶漬えんま」「ロボットしずかちゃん」（いずれも小佐田定雄作）など一連の創作活動がさかんとなる。

## 平成中期以降

### 平成中期
2001（平成13）年 - 2011（平成23）年、初代三笑亭夢丸が雑誌「東京かわら版」の協力のもと、私財を投じて新作落語「夢丸新江戸噺」を公募。「日本人が着物を着ていた時代を背景とする噺」という条件のもとストーリー性のある本格派の落語を募り、受賞作は寄席で口演を行った。主な入賞作は、令和の時代に弟子や落語芸術協会の落語家に受け継がれている。
2004年（平成16年）、三遊亭圓丈の影響を受けた春風亭昇太、柳家喬太郎、三遊亭白鳥、林家彦いち、講談の三代目神田山陽らが創作落語の研究サークル「SWA」（創作話芸アソシエーション）を結成、東京のみならず大阪でも公演し、次世代の創作落語の中心として注目を集めた。2011年（平成23年）活動休止したが、それぞれが壮年期に入った2019年（令和元年）に山陽（北海道に拠点を移したため）を除いて活動を再開した。
SWAメンバーの中では、春風亭昇太は「力士の春」「ストレスの海」「悲しみにてやんでい」など、柳家喬太郎は「午後の保健室」「寿司屋水滸伝」「ハンバーグができるまで」など、林家彦いちは「睨み合い」「長島の満月」「熱血!怪談部」などのように、現代の情景を取り入れた創作落語を多く作る一方で、円熟期に入ると改作も含めて古典作品も双方演じている。圓丈の直弟子である三遊亭白鳥も「マキシム・ド・呑兵衛」「山奥寿司」「ナースコール」などの創作のほか、浪曲を元にした続き物「任侠流山動物園」や「落語の仮面（ガラスの仮面のパロディ）」で寄席定席の興行を行い、また古典落語を改作、女性落語家や古典のみを演じている落語家に演じさせる会を行うなどの積極的な試みが多い。
また、古典や新作に演劇的な演出を加えて口演する立川志の輔、映画（洋画）の落語化を手がける立川志らく、ブレーンの藤井青銅と共に全国のご当地落語の創作や洋服・椅子での語りを試みる柳家花緑、三谷幸喜「笑の大学」を落語化した柳家さん生など、集団的な新作落語の動きとは別に、独演会で独自の新作落語を口演する落語家も増えてきた。
若手真打や二つ目にも、新作落語を演じる落語家が多く出現している。
落語協会では2012年（平成24年）に林家きく麿・三遊亭天どん・二代目古今亭志ん五・古今亭駒次（現・古今亭駒治）・三遊亭粋歌（現・弁財亭和泉）・三遊亭めぐろ(現・三遊亭れん生)・柳家花いちによる新作落語ネタ下ろしの会「新作落語せめ達磨」がスタート。また、春風亭一之輔は「芝浜」を「芝ノ浜由縁初鰹」、「初天神」を「団子屋政談」に改作し、持ちネタにするなど古典・新作を折衷させる落語家もいる。
落語芸術協会では瀧川鯉朝、三代目桂枝太郎、春風亭鯉枝、笑福亭羽光（「ペラペラ王国」で渋谷らくご創作大賞とNHK新人落語大賞を受賞）、瀧川鯉八、春風亭昇々などが新作派として評価されている。
落語立川流では、「芝浜」→「シャブ浜」、「紺屋高尾」→「ジーンズ屋ようこたん」など古典落語を題名も含め大胆に改作した立川談笑、談笑の弟子で著書「現在落語論」で古典・新作落語について論じ独自の新作を作る立川吉笑、立川笑二、立川寸志などがいる。

### 平成後期 - 令和
2017年（平成29年）、創作話芸ユニット「ソーゾーシー」が活動開始。メンバーは瀧川鯉八・春風亭昇々・立川吉笑・玉川太福（浪曲）と玉川みね子（曲師）。Webを使った広報活動や落語会でのネタおろしを積極的に行い、クラウドファンディングによる全国ツアーを複数回成功させている。
「夢丸新江戸噺」などの流れをくんだ上で、独自の現代ではなく江戸時代を舞台にした新作落語で、古典落語の世界観を模した作品が擬古典落語と呼ばれはじめる。主な作家に立川吉笑、ナツノカモがいる。

## 地噺
新作落語には地噺と呼ばれるフリートーク形式のものがあり、これらは漫談と同一視される。また、この場合は枕（落語の導入部）の延長と捉えられる物もある。特に十代目柳家小三治は古典派である一面、枕が優れていたことから「マクラの小三治」とも呼ばれ、自身の落語会では「ドリアン騒動」「ニューヨークひとりある記」のように枕の部分だけで完結するエッセイ的な演目を演じたこともある。また、古典派の噺家の中にも正月初席の特別興行など時間の関係でこの類の噺を演じる事がある（例：六代目春風亭柳橋の「とんち教室裏話」、二代目笑福亭松之助「テレビアラカルト」、三代目古今亭志ん朝の「山田吾一（男の勲章）」等）。また、現在高齢となった落語家で前出の五代目馬風は「楽屋外伝」、林家木久扇は「彦六伝（明るい選挙）」「昭和芸能史（片岡千惠藏伝）」のように初席以外でも高座では地噺を演ずる機会が殆どとなっている。また、自身のフリートークを再構成して一本の噺を作り上げる笑福亭鶴瓶（「私落語」）の例もある。

## 代表的な落語作家
昭和 - 平成初期
関東の落語では玉川一郎、古城一兵、大野桂、有崎勉（柳家金語楼）、林鳴平（五代目春風亭柳昇）、高沢路亭（漫画家田河水泡）、関西の落語では古くは月亭生瀬が関西の落語の新作落語の祖と言われており、漫才作家と兼ねている作家も多く青井竿竹（四代目桂文紅）、永滝五郎、三田純市、小佐田定雄の名が高い。
平成後期以降
下記の新作落語台本を対象としたコンクールの増加や大学の落語研究会出身者が新作落語に取り組んだことにより、座付き作家的な立場が中心だった演者との関係が変化してきた。大学の落語研究会などの実演系の出身で自作の口演もする作者の代表例として微笑亭さん太（愛知大学落語研究会出身、豊橋落語天狗連）・小堀裕之（お笑いコンビ「2丁拳銃」ボケ・ネタ作り担当）・どくさいスイッチ企画（大阪大学落語研究会出身）・ナツノカモ（早稲田大学落語研究会出身）などがいる。

## 主な新作落語への賞
プロの落語家が演じることを前提とした募集を対象とする。◎印は演者への賞、無印のものは台本に対する賞。大衆芸能脚本募集を除いては、原則年１回の募集・発表。なお、応募において筆名の使用は許されない場合が多い。
- 新作落語台本募集（落語協会主催、2004年 - ）最優秀賞30万円、優秀賞20万円[4]
- 上方落語台本大賞（上方落語協会主催、2017年 - ）
- ◎渋谷らくご創作大賞[注釈 4]（渋谷らくご主催、2015年 - ）

### 終了・休止したもの
- 新作落語大賞（1998年、落語王主催）応募時に演者を指定できた。第一回大賞：「悪党の街角」（なかむら治彦作、演：春風亭昇太）
- 全国落語台本コンクール（2004年 - 、六人の会主催）「伊与吉幽霊」（雨治隆介作）ほか
- 夢丸新江戸噺（2001年 - 2011年、三笑亭夢丸（初代）主催）「えんぜる」「小桜」（ともに冨田龍一作）ほか
- 大衆芸能脚本募集「落語」（日本芸術文化振興会主催、2000年 -  ）※数年ごとの募集 ＊国立演芸場（初代）閉館とともに休止